# Johannes Stein (Politiker, 1866)
Johannes Heinrich Stein (* 4. November 1866 in Danzig; † 7. Juni 1941 in Oldenburg) war ein deutscher Verwaltungsjurist und Finanzminister des Freistaats Oldenburgs.

## Leben
Johannes Stein wurde als ältester Sohn des Gymnasialdirektors Heinrich Marcus Stein (1828–1917) und dessen Ehefrau Rosine Louise geb. Bülcke (1842–1924) in Danzig geboren. Der Vater wurde 1869 Direktor des Oldenburger Gymnasiums. Seine jüngere Schwester war die Malerin und Radiererin Marie Stein-Ranke (1873–1964).
Stein wuchs in Oldenburg auf und besuchte das von seinem Vater geleitete Gymnasium. Anschließend studierte er von 1884 bis 1887 Jura an den Universitäten Halle, Leipzig und Göttingen. Er trat nach dem juristischen Vorbereitungsdienst 1892 in den oldenburgischen Staatsdienst und wurde 1894 Amtsassessor in Elsfleth. 1897 kam er als Hilfsarbeiter in das oldenburgische Finanzministerium und machte dort schnell Karriere. Bereits 1903 wurde er zum Vortragenden Rat und 1912 zum Oberfinanzrat ernannt.
1901 trat er weiterhin der Direktion der Staatliche Kreditanstalt des Herzogtums Oldenburg bei. Schwerpunkt seiner Arbeit hier war die Förderung des Baus von Siedlungshäusern und Kleinwohnungen, um die landwirtschaftlichen Arbeiter ortsgebunden zu machen. Daneben setzte er sich für die Moor- und Ödlandkultivierung ein, um weiteren Platz für neue Siedlungen zu gewinnen. 1916 gehörte er zu den Gründern des Verbandes der öffentlich-rechtlichen Kreditanstalten in Berlin und wurde 1920 Vorsitzender des Aufsichtsrates der Oldenburgischen Landesbank.
Als im April 1923 nach dem Rücktritt der Regierung  Tantzen I die Bildung einer neuen parlamentarischen Regierung scheiterte, wurde als Übergangslösung eine Beamtenregierung unter dem Vorsitz von Eugen von Finckh eingesetzt. Stein übernahm darin als parteiloser Finanzfachmann und Kreditspezialist das Ministerium für Finanzen und soziale Fürsorge. Bei der Regierungsumbildung im Juni 1925 wurde er durch den Kandidaten Bernhard Willers des Landesblocks (DVP und DNVP) abgelöst und erhielt als Entschädigung die Stelle des Präsidenten des Staatsbankkuratoriums bzw. ab 1926 eines Staatskommissars der Staatsbank. 1932 legte Stein dieses Amt sowie auch den Vorsitz im Aufsichtsrat der Landesbank nieder und trat in den Ruhestand.

## Familie
Stein war verheiratet mit Elisabeth Adele Dora geb. Boschen (1870–1954), aus der Ehe gingen zwei Söhne und zwei Töchter hervor.

## Veröffentlichungen
- Die Entwicklung des staatlichen Steuerwesens im Herzogtum Oldenburg. Oldenburg. 1906.
- Die Oldenburgische Landesbank in ihrer Entwicklung bis zum Großen Kriege. Oldenburg. 1932.